# أل ويليامسون (لاعب كرة قاعدة)
أل ويليامسون (بالإنجليزية: Al Williamson)‏ هو لاعب كرة قاعدة أمريكي، ولد في 20 فبراير 1900 في Buckville, Arkansas ‏ في الولايات المتحدة، وتوفي في 29 نوفمبر 1978 في هت سبرينغز في الولايات المتحدة.

## وصلات خارجية
- أل ويليامسون على موقعبيزبول رفرنس.كوم (الدوري الرئيسي) (الإنجليزية)